# Athetis transversa
Athetis transversa är en fjärilsart som beskrevs av Walker 1858. Athetis transversa ingår i släktet Athetis och familjen nattflyn. Inga underarter finns listade i Catalogue of Life.